# Vườn quốc gia Fiordland

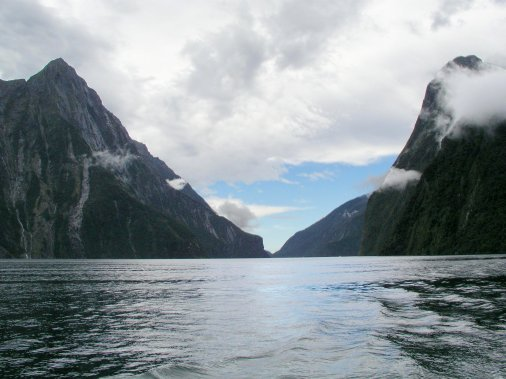
Milford Sound: Mitre Peak, đỉnh núi bên trái, cao 1.692 mét so với vịnh.

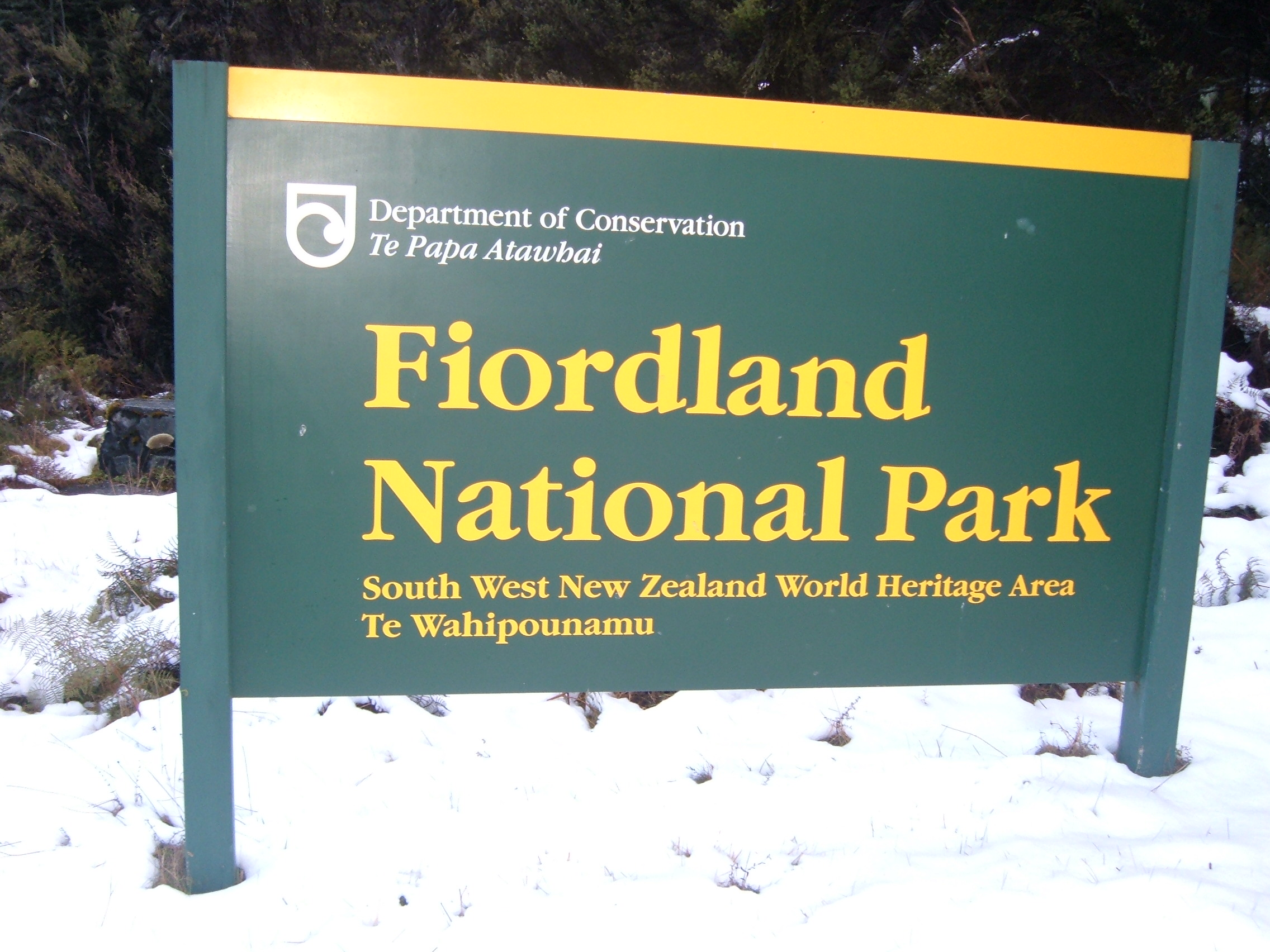
Vườn quốc gia Fiordland.

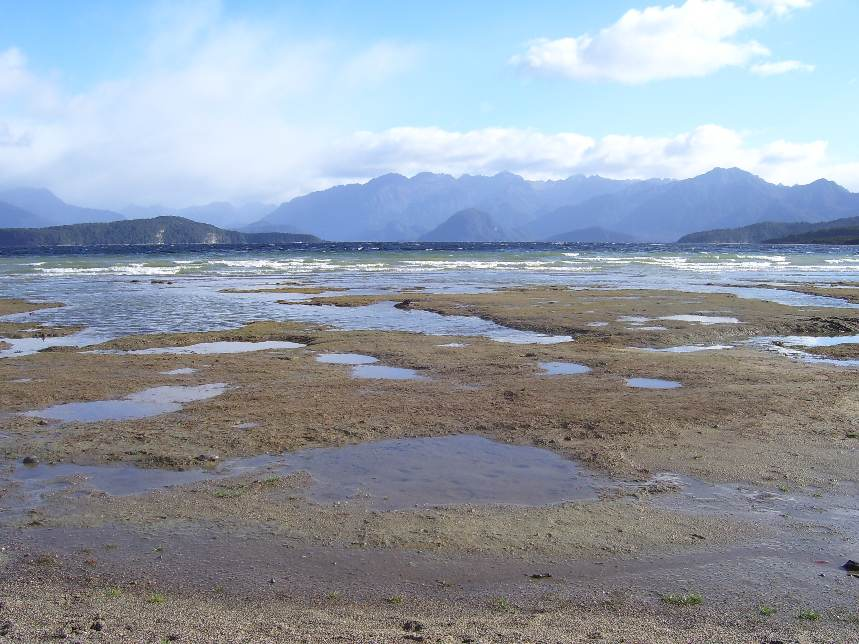
Vùng phía Đông của Fiordland.

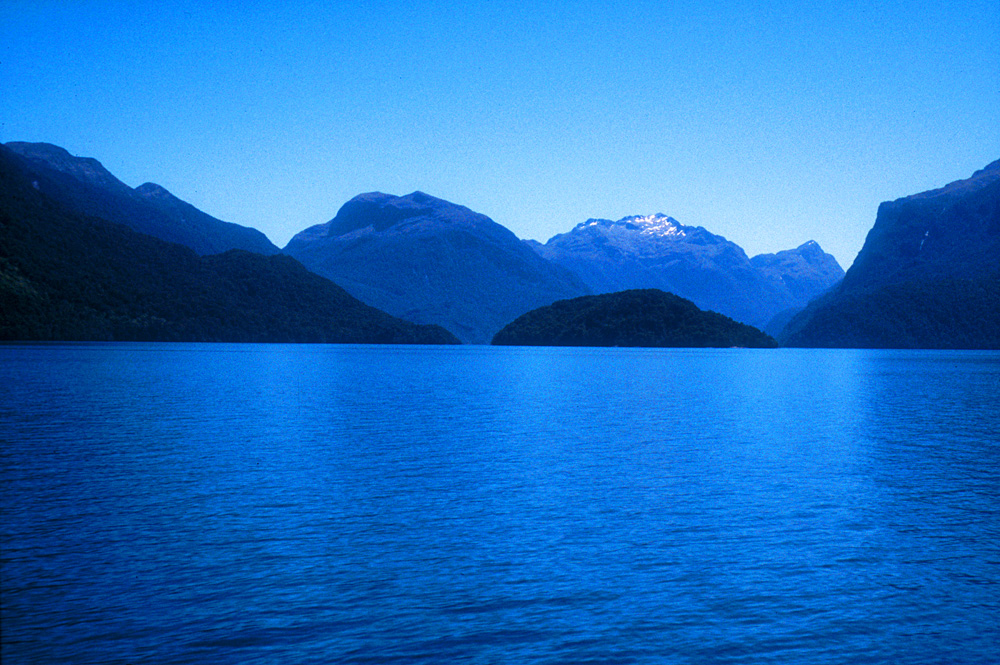
Hồ Te Anau

Vườn quốc gia Fiordland chiếm góc phía tây nam của đảo Nam, New Zealand. Nó là vườn quốc gia lớn nhất trong 14 vườn quốc gia ở New Zealand, với diện tích 12.500 km ², và là một phần quan trọng của Te Wahipounamu, di sản thế giới của UNESCO. Vườn quốc gia này được quản lý bởi Bộ Bảo tồn.

## Đặc điểm địa lý
Trong quá khứ, đây là khu vực lạnh với các sông băng ăn sâu vào đất liền tạo thành nhiều vịnh hẹp sâu, nổi tiếng nhất (và được biết tới nhiều nhất) trong số đó là Milford Sound. Các vịnh hẹp đáng chú ý khác bao gồm Doubtful Sound và Dusky Sound. Từ một trong những đỉnh núi trong vườn quốc gia Fiordland, một cái nhìn từ núi Aspiring/Tititea vươn về phía bắc có thể có một cái nhìn toàn cảnh vườn quốc gia này. [1]
Bờ biển Fiordland tăng lên và có những khu vực ăn sâu vào đất liền, với các vịnh hẹp chạy từ thung lũng phía Nam của dãy Alps đảo Nam, như Kepler và Murchison. Ở cuối phía bắc của vườn quốc gia, một số đỉnh núi tăng lên đến hơn 2.000 mét.
Ngoài ra, băng còn tạo ra hai hòn đảo lớn không có người ở, Đảo Secretary và Resolution. Một số hồ lớn nằm toàn bộ hoặc một phần trong ranh giới của vườn quốc gia, đặc biệt là Hồ Te Anau, Hồ Manapouri, Hồ Monowai, Hồ Hauroko, và Hồ Poteriteri. Thác nước Sutherland cao 581 mét, phía tây nam của Milford Sound trên Track Milford, là một trong những thác nước cao nhất thế giới.
Gió tây thổi không khí ẩm từ biển Tasman vào các dãy núi, làm mát không khí vì nó tăng lượng mưa của vùng, trên 700 cm ở nhiều nơi trong vườn quốc gia. Điều này hỗ trợ cho các khu rừng mưa ôn đới tươi tốt của rừng ôn đới vùng sinh thái Fiordland.

## Động thực vật
Động vật hoang dã trong khu vực này bao gồm cá heo, hải cẩu, chim, chuột, thỏ và nai. Trong số các loài chim thì có loài Kakapo, là một loài vẹt lớn không bay và đặc hữu của New Zealand hay loài chim Kiwi. Vườn quốc gia là nơi sinh trưởng của nhiều rừng cây Nothofagus, một lượng lớn các cây bụi và dương xỉ. Thảm thực vật đất rừng bao gồm Blechnum discolor [2].